# Thomas Cup 2010
Die 26. Auflage des Thomas Cups, der Weltmeisterschaft für Herrenmannschaften im Badminton, fand gemeinsam mit dem Uber Cup 2010 vom 9. bis 16. Mai 2010 in Kuala Lumpur statt. Sieger wurde das Team aus China, welches gegen Indonesien mit 3:0 gewann.

## Qualifikation
| Konföderation    | Qualifiziert                     |
| ---------------- | -------------------------------- |
| Asien            | Japan Südkorea Indonesien Indien |
| Afrika           | Südafrika                        |
| Europa           | Dänemark Deutschland England     |
| Ozeanien         | Neuseeland                       |
| Amerika          | Vereinigte Staaten               |
| Titelverteidiger | Volksrepublik China              |
| Gastgeber        | Malaysia                         |

## Aufstellungen
| Australien - Jeff Tho - Chad Whitehead - Stuart Gomez - Glenn Warfe - Raj Veeran - Ross Smith China - Lin Dan - Chen Jin - Bao Chunlai - Chen Long - Guo Zhendong - Xu Chen - Cai Yun - Fu Haifeng - Chai Biao - Zhang Nan Dänemark - Peter Gade - Jan Ø. Jørgensen - Joachim Persson - Viktor Axelsen - Kenneth Jonassen - Mathias Boe - Carsten Mogensen - Lars Paaske - Jonas Rasmussen - Thomas Laybourn Deutschland - Marc Zwiebler - Dieter Domke - Marcel Reuter - Fabian Hammes - Ingo Kindervater - Michael Fuchs - Kristof Hopp - Johannes Schöttler - Peter Käsbauer - Oliver Roth Indien - Chetan Anand - Kashyap Parupalli - Arvind Bhat - Anup Sridhar - R. M. V. Gurusaidutt - Valiyaveetil Diju - Rupesh Kumar - Sanave Thomas - Akshay Dewalkar - Jishnu Sanyal Indonesien - Taufik Hidayat - Sony Dwi Kuncoro - Simon Santoso - Dionysius Hayom Rumbaka - Markis Kido - Hendra Setiawan - Alvent Yulianto - Hendra Gunawan - Nova Widianto - Mohammad Ahsan | Nigeria - Ola Fagbemi - Jinkan Ifraimu - Joseph Abah Eneojo - Ibrahim Adamu - Edicha Ocholi - Victor Makanju Peru - Antonio de Vinatea - Andrés Corpancho - Mario Cuba - Bruno Monteverde - Martín del Valle - Rodrigo Pacheco Polen - Przemysław Wacha - Michał Rogalski - Hubert Pączek - Rafał Hawel - Michał Łogosz - Robert Mateusiak - Adam Cwalina - Łukasz Moreń - Wojciech Szkudlarczyk Japan - Kenichi Tago - Kazushi Yamada - Sho Sasaki - Shoji Sato - Hiroyuki Endo - Kenta Kazuno - Kenichi Hayakawa - Hirokatsu Hashimoto - Noriyasu Hirata - Yoshiteru Hirobe Malaysia - Lee Chong Wei - Wong Choong Hann - Muhammad Hafiz Hashim - Tan Chun Seang - Koo Kien Keat - Tan Boon Heong - Fairuzizuan Tazari - Zakry Abdul Latif - Hoon Thien How - Ong Soon Hock Südkorea - Park Sung-hwan - Son Wan-ho - Hong Ji-hoon - Lee Hyun-il - Shin Baek-cheol - Ko Sung-hyun - Yoo Yeon-seong - Jung Jae-sung - Kim Gi-jung - Cho Gun-woo |

## Gruppe A
| Team                | Pts | Pld | W | L |
| ------------------- | --- | --- | - | - |
| Volksrepublik China | 2   | 2   | 2 | 0 |
| Südkorea            | 1   | 2   | 1 | 1 |
| Peru                | 0   | 2   | 0 | 2 |

## Gruppe B
| Team     | Pts | Pld | W | L |
| -------- | --- | --- | - | - |
| Japan    | 2   | 2   | 2 | 0 |
| Malaysia | 1   | 2   | 1 | 1 |
| Nigeria  | 0   | 2   | 0 | 2 |

## Gruppe C
| Team        | Pts | Pld | W | L |
| ----------- | --- | --- | - | - |
| Dänemark    | 2   | 2   | 2 | 0 |
| Deutschland | 1   | 2   | 1 | 1 |
| Polen       | 0   | 2   | 0 | 2 |

## Gruppe D
| Team       | Pts | Pld | W | L |
| ---------- | --- | --- | - | - |
| Indonesien | 2   | 2   | 2 | 0 |
| Indien     | 1   | 2   | 1 | 1 |
| Australien | 0   | 2   | 0 | 2 |

## Finalrunde
|  | Viertelfinale       | Viertelfinale |  |  | Halbfinale          | Halbfinale |   |  | Finale | Finale |
|  |                     |               |  |  |                     |            |   |  |        |        |
|  | 12. Mai             |               |  |  |                     |            |   |  |        |        |
|  | Volksrepublik China | 3             |  |  | 14. Mai             | 14. Mai    |   |  |        |        |
|  | Südkorea            | 0             |  |  | Volksrepublik China | 3          |   |  |        |        |
|  | 12. Mai             | 12. Mai       |  |  | Malaysia            | 0          |   |  |        |        |
|  | Dänemark            | 2             |  |  | 16. Mai             | 16. Mai    |   |  |        |        |
|  | Malaysia            | 3             |  |  | Volksrepublik China | 3          |   |  |        |        |
|  | 12. Mai             | 12. Mai       |  |  |                     | Indonesien | 0 |  |        |        |
|  | Deutschland         | 1             |  |  | 14. Mai             | 14. Mai    |   |  |        |        |
|  | Japan               | 3             |  |  | Japan               | 1          |   |  |        |        |
|  | 12. Mai             | 12. Mai       |  |  | Indonesien          | 3          |   |  |        |        |
|  | Indien              | 0             |  |  |                     |            |   |  |        |        |
|  | Indonesien          | 3             |  |  |                     |            |   |  |        |        |